# Иоффе, Борис Вениаминович
Борис Вениаминович Иоффе (16 мая 1921 года, Пермь, РСФСР, СССР — 10 февраля 1997 года, Санкт-Петербург, Россия) — российский химик-органик, доктор химических наук, профессор кафедры органической химии Института химии Санкт-Петербургского государственного университета. Специалист в области органического синтеза, газовой хроматографии и рефрактометрии.

## Биография
Родился в Перми. Вскоре после его рождения семья переехала в Ленинград. Отец, Вениамин Моисеевич Иоффе, был профессором Ленинградского инженерно-экономического института им. Молотова, много лет заведовал кафедрой организации производства. Мать, Тамара Борисовна, работала экскурсоводом в Государственном музее А. С. Пушкина.
Б. В. Иоффе учился в средней школе № 3 Петроградского района, которую закончил в 19З8 г. с аттестатом отличника. В 1936 г. был участником первой химической олимпиады, получил премию. В 1938 году был без экзаменов принят на 1-й кyрс химического факультета Ленинградского университета. С первых дней Великой Отечественной войны Б. В. Иоффе ушёл добровольцем на строительство оборонительных сооружений на Карельском перешейке. По возвращении был мобилизован в Красную Армию. В марте 1942 г. эвакуировался из Ленинграда к родным в Свердловск. Поступил в местный университет на химический факультет и в 1942 г. окончил его с дипломом 1-й степени. До осени 1945 г. работал на должности старшего инженера химической лаборатории топливного отдела НИИ ВВС (научно-испытательный институт Военных Воздушных сил) Красной Армии.
Научно-педагогическая деятельность Б. В. Иоффе в Ленинградском университете началась в декабре 1945 г., сразу после его демобилизации. В 1947 году он защитил кандидатскую, а в 1963 — докторскую диссертацию.
Награждён медалью «За победу над Германией».

## Педагогическая деятельность
Профессор Б. В. Иоффе был выдающимся преподавателем, талантливым и ярким лектором. В Ленинградском университете он прошёл путь от младшего научного сотрудника до видного ученого-энциклопедиста, широко известного в нашей стране и за рубежом органика-синтетика, выдающегося специалиста в области физико-химических методов исследования органических соединений. Разработал один из первых в стране лекционных курсов «Физические методы исследования органических соединений», который блестяще читал на химическом факультете университета более 30 лет. Создал две учебных лаборатории, написал ряд учебных пособий, в том числе «Физические методы определения строения органических соединений» (1984). Под его руководством защищено около 30 кандидатских диссертаций, а 10 его учеников стали докторами наук: К. Н. Зеленин (1971), А. Г. Витенберг (1987), А. А. Потехин (1989), И. Г. Зенкевич (1989), В. А. Исидоров (1991), М. А. Кузнецов (1997), Е. В. Королёва (1998), Б. В. Столяров (2000), Л. А. Карцова (2002), А. И. Крылов (2012). Я. М. Рабкин стал профессором Монреальского университета.

## Научная деятельность
Научные интересы профессора Б. В. Иоффе были широки и многоплановы. Родоначальник использования рефрактометрических методов в химическом анализе, он впервые предложил использовать относительную дисперсию света для определения содержания углеводородов разных классов в смесях и для идентификации индивидуальных веществ, разработал методики точного измерения рефракционной дисперсии и показателей преломления, усовершенствовал конструкции рефрактометров. На основе его исследований был создан первый промышленный дисперсионный рефрактометр для контроля технологических процессов на нефтеперерабатывающих заводах. Особенно ценны его теоретические разработки физико-химических приложений рефрактометрического метода. Его уникальная монография «Рефрактометрические методы химии» выдержала три издания в СССР и была переведена на несколько европейских языков.
Б. И. Иоффе провел большую серию исследований в области аминов и органических производных гидразина, которые явились ценным вкладом в теоретическую и синтетическую органическую химию. Отдельно следует отметить его исследования, посвященные алкилированию ароматических углеводородов и происходящим при этом процессам изомеризации и фрагментации карбокатионов.
Созданная профессором Б. В. Иоффе лаборатория газовой хроматографии Санкт-Петербургского университета являлась одной из ведущих исследовательских и учебных лабораторий этого профиля. Под его руководством были достигнуты значительные успехи в разработке теории и многочисленных практических приложений газохроматографического парофазного анализа. Впервые в нашей стране в этой лаборатории были начаты исследования по определению состава органических компонентов атмосферного воздуха, фактически заложившие основы новых научных направлений в Санкт-Петербургском университете — экологической химии и органической химии атмосферы.
Профессор Б. В. Иоффе — автор более 300 статей в отечественных и зарубежных научных изданиях, многих изобретений, монографий и учебных пособий. Основные монографии Б. В. Иоффе переведены на английский, чешский и румынский языки.

### Участие в работе советов и редколлегий
В течение многих лет профессор Б. В. Иоффе был членом редколлегий журнала «Химия гетероциклических соединений», «Журнала органической химии», журнала «Экологическая химия» и серии сборников «Современные проблемы органической химии».